# Пам'ятний трофей Леді Бінг
Пам'ятний трофей леді Бінг (англ. Lady Byng Memorial Trophy), раніше відомий як трофей леді Бінг, щороку вручається гравцю Національній хокейній лізі «який продемонстрував найкращий тип спортивної майстерності та джентльменської поведінки в поєднанні з високими стандартами ігрових здібностей». Пам'ятний трофей леді Бінг був присуджений 88 разів 53 різним гравцям з моменту його вручення в 1925 році. Оригінальний трофей був подарований лізі леді Бінг з Вімі, тодішньої віце-королівської супруги Канади.
Голосування проводиться наприкінці регулярного сезону членами Асоціації професійних хокейних письменників, і кожен окремий виборець оцінює своїх п'ятьох найкращих кандидатів за очковою системою 10-7-5-3-1. Імена трьох фіналістів і трофей вручають на церемонії вручення нагород НХЛ після плей-оф Кубка Стенлі.